# Jambalaia

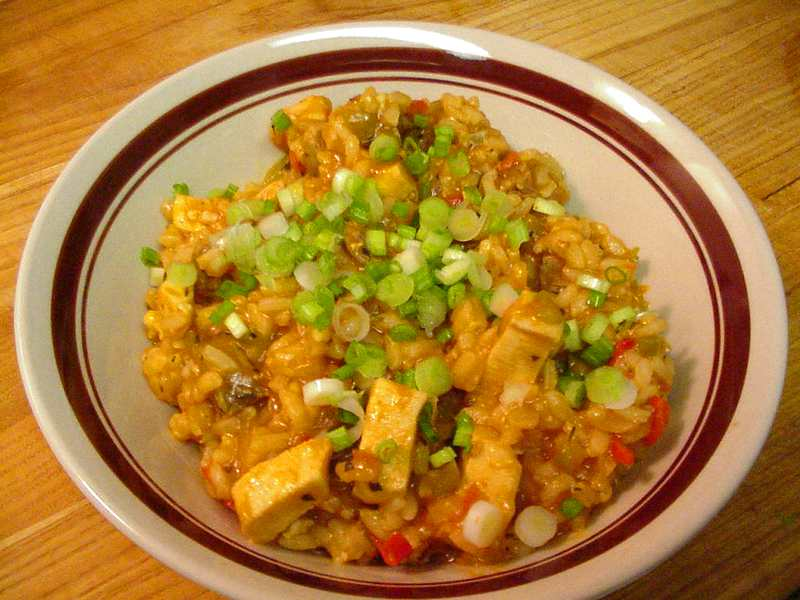
Jambalaia

Jambalaia (em inglês, jambalaya) é uma espécie de paella típica de Nova Orleans e de toda a Louisiana, em que os principais ingredientes são, além do arroz, frango, "andouille" (um tipo de chouriço de origem francesa), lagostim de água doce ou camarão, e vegetais, principalmente pimentão, aipo, cebola, tomilho e pimenta-caiena.

## Etimologia
Adentrou o português pelo inglês jambalaya, que, por seu turno, terá vindo por via do provençal «jambalaia», com possível origem remota no árabe. 

## História
Em 1682, os creole - exploradores franceses-  instalaram-se em Nova Orleães. No século XVIII, os espanhóis assumiram o controle da região e dos acadianos - habitantes de origem francesa, vindos da Nova Escócia - que eram chamados de cajuns pelos índios. Vieram, então, os italianos da Sicília, negros e mulatos refugiados do então Haiti e alemães. . 
A cozinha cajun-creole, deixada pelos exploradores franceses marcou a história da região, mercê da grande mistura de influências de diferentes povos e culturas. Os seus pratos mais representativos são o gumbo (ensopado com quiabo e camarões) e a jambalaia, a qual pode ser feita na versão creole (com tomate), ou red jambalaya, e no estilo cajun (sem tomate), ou brown jambalaya. 